# Ádámos
Ádámos (románul Adămuș, németül és szászul Adamesch) falu Romániában Maros megyében, az azonos nevű község központja.

## Fekvése
Dicsőszentmártontól 4 km-re délnyugatra, a Kis-Küküllő bal partján fekszik.

## Története
1435-ben „Adamus” néven említik. A falunak 1518-ban épített gótikus unitárius temploma van, ahol az egyház több zsinatot tartott. 1659-ben itt esküdtek fel az unitáriusok Barcsay Ákos fejedelemre. Kazettás mennyezete 1526-ban készült.
A településen több nemesi kúria is állott, melyek azonban elpusztultak.
1910-ben 1893 többségben magyar lakosa volt, de lakták románok is.
1992-ben 2128 lakosából 960 román, 673 magyar (381 unitárius, 289 református), 490 cigány, 5 német volt.
2011-ben 1969 lakosából 1061 román, 452 magyar, 368 cigány, 4 német volt.
A teljes községre vonatkozó népességi adatok: 5147 lakos, ebből 2631 román, 1963 magyar, 394 cigány, 8 német.
Híres volt a környéken az 1980-as évekig fennálló, hagyományos parasztzenét játszó zenekara. Az ádámosi zenekar muzsikáját többek között Fekete Antal "Puma" gyűjtötte fel és adta ki lemezen Ádámosi banda. Sövényfalvi lakodalom 1980 címmel. Jelenleg a táncházmozgalom egyik kedvelt zenéje.

## Látnivalók
- Unitárius temploma (gótikus, 16. század). A templom mennyezetfestményei és régi szentélyszéke a Magyar Nemzeti Múzeum Régiségtárába kerültek.[4]
- Ortodox templomai közül az egyik ajtaján 1692-es évszám látható.

## Híres emberek
- Itt született 1922. október 7-én Korodi Jenő festőművész.

## Képgaléria
- Képgaléria Ádámosról a www.erdely-szep.hu honlapon